# Jacques Moeschal
Jacques Moeschal (Uccle, 1900. szeptember 6. – 1956. október 30.) belga válogatott labdarúgó.
A belga válogatott tagjaként részt vett az 1930-as világbajnokságon illetve az 1928. évi nyári olimpiai játékokon.

## Külső hivatkozások
- Jacques Moeschal a fifa.com honlapján Archiválva 2015. február 5-i dátummal a Wayback Machine-ben